# جرم فلكي افتراضي

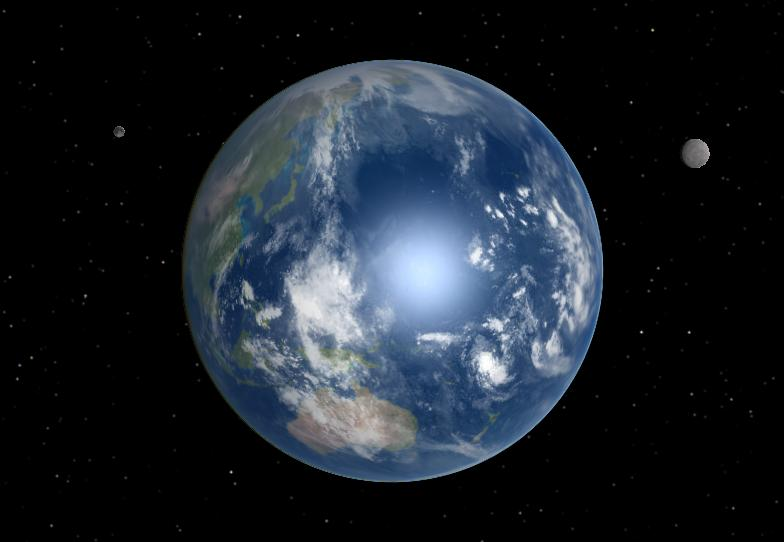
تَصوّر أحد الفنانين للأرض، أن قمر ثاني افتراضي يدور حولها.

الجرم الفلكي الافتراضي هو جرم فلكي (مثل نجم، كوكب أو قمر) الذي يعتقد أو يُخمن وجوده ولكن دون إثبات علمي علمي. تم افتراض هذه الأجرام على مر التاريخ المسجل. على سبيل المثال، في القرن الخامس قبل الميلاد، قام الفيلسوف فيلولاوس «بتعريف الجرم الفلكي الافتراضي الذي وصفه بأنه مركز النار»، في ما اقترحه من الأجرام الفلكية الأخرى (بما في ذلك الشمس) التي تحركت.

## أنواع الأجرام الفلكية الافتراضية

كراتيرس 31، الكسوف الازدواجي غير ممكن بالنسبة لقمر عطارد.

قد تم التنبؤ بأن الأجرام الفلكية الافتراضية سوف توجد على حد سواء داخل وخارج النظام الشمسي، وشمل التنبؤ أنواع مختلفة من النجوم والكواكب والأجرام الفلكية الأخرى.
- بالنسبة للأجرام الفلكية الافتراضية في النظام الشمسي، انظر: قائمة أجرام المجموعة الشمسية الافتراضية.
- بالنسبة للنجوم الافتراضية، انظر نجم افتراضي [الإنجليزية]
- بالنسبة للأقزام البنية الافتراضية، انظر: قائمة الأقزام البنية
- بالنسبة للأقمار خارج المجموعة الشمسية، كلها افتراضية حاليًا، انظر: قمر غير شمسي
- بالنسبة للكواكب أو الأقمار التي لا يقبل العلم وجودها، انظر: الأجرام الكوكبية المقترحة في الدين والتنجيم وعلم الأجسام الطائرة المجهولة والعلوم الزائفة [الإنجليزية]
- بالنسبة للكواكب الافتراضية في الخيال، انظر: الكواكب الخيالية للمجموعة الشمسية [الإنجليزية]

## أنواع الكواكب الافتراضية

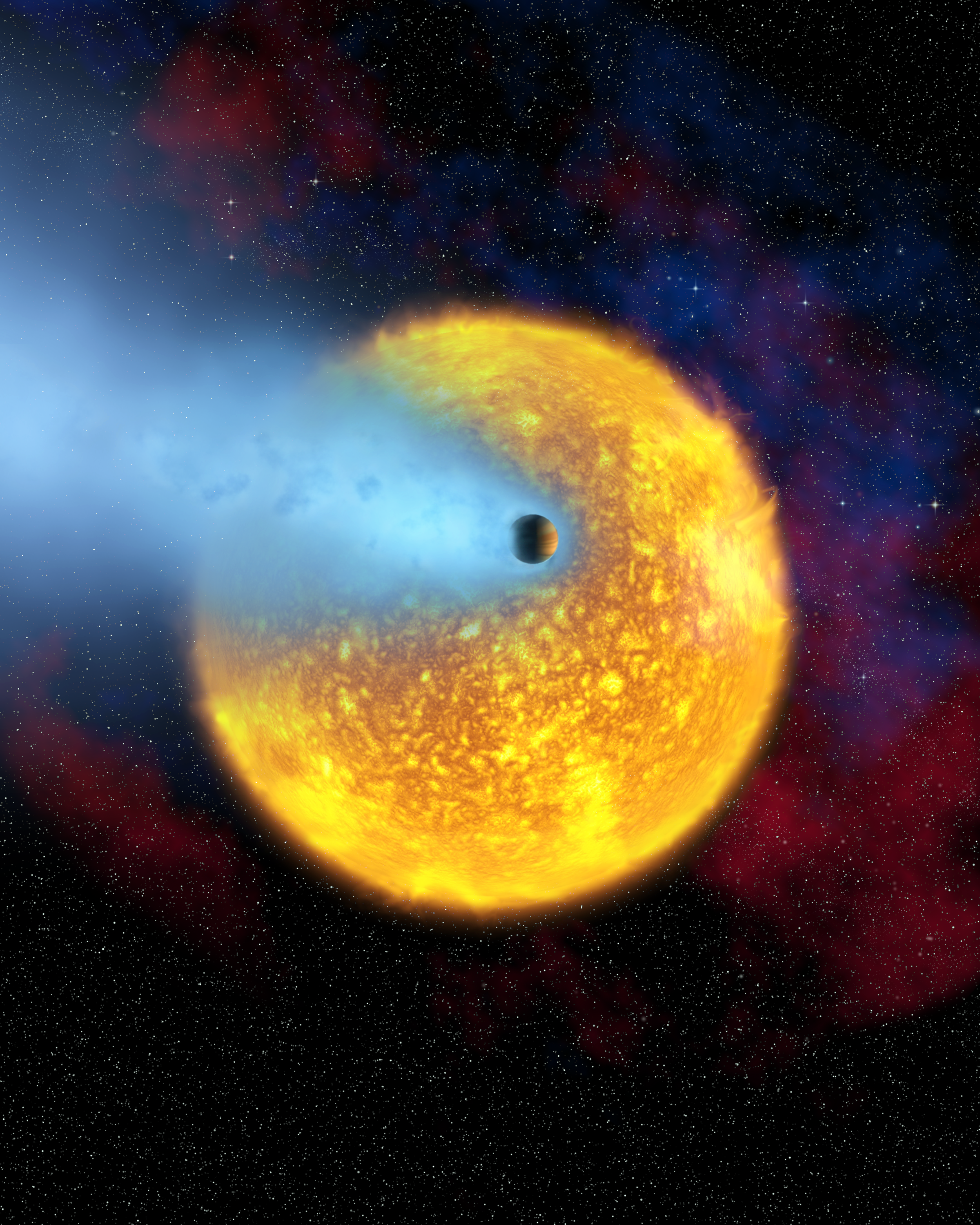
تصور أحد الفنانين لHD 209458 b، وهو كوكب كاثوني افتراضي، وهو يعبر نجمه.

تشمل أنواع الكواكب الافتراضية خارج المجموعة الشمسية الآتي :
- الكوكب الكربوني :هو  كوكب أرضي يتكون أساسا من الكربون بدلا من السيليكون.
- الكوكب الكاثوني: هو كوكب مشتري حار  تم تجريد طبقاته الخارجية  تماما من قبل نجمه الأصلي.
- الكوكب الخالي من النواة: هو كوكب أرضي لا يوجد لديه مركز معدني .
- الكوكب المعتدل: هو كوكب أرضي يقع في نطاق صالح للسكن، وأنها فقط، مجرد المسافة الصحيحة من نجمه لدعم الحياة.
- الكوكب الذي يتكون من الهيليوم :  هو كوكب غازي عملاق تشكل حول نجم قزم أبيض  يتكون أساسا من غاز الهليوم بدلا من الهيدروجين.
- الكوكب الحديدي : هو كوكب مثل كوكب عطارد حيث يتكون أساسا من نواة من الحديد مغطي قليلا.
- الكوكب الذي يتكون من محيط : هو  كوكب تم تغطية سطحه بالكامل بواسطة محيطات عميقة.
- الكوكب الضال : هو كوكب  ليس مرتبطا  بأي نجم، لكن يتجول بحرية  خلال المجرة.
- الكوكب (التابع) : هو الكوكب الذي يدور مع نجم بدلا من أن يدور حوله.